# Doc Holliday
John Henry „Doc” Holliday (ur. 14 sierpnia 1851 w Griffin w Georgii, zm. 8 listopada 1887 w Glenwood Springs w Kolorado) – amerykański stomatolog, hazardzista i rewolwerowiec, przyjaciel Wyatta Earpa, uczestnik wydarzeń w Tombstone w latach osiemdziesiątych XIX wieku. Jego daleką kuzynką była pisarka Margaret Mitchell.
Gdy miał piętnaście lat jego matka umarła na gruźlicę. W 1870 rozpoczął naukę w szkole stomatologicznej. 1 marca 1872 uzyskał stopień doktora stomatologii w Pennsylvania College of Dental Surgery w Filadelfii. W tym samym roku otworzył wraz z Arturem C. Fordem gabinet dentystyczny w Atlancie.
Wkrótce po rozpoczęciu własnej praktyki lekarskiej nabawił się gruźlicy, lekarze dawali mu tylko kilka miesięcy życia. Aby ograniczyć rozwój choroby, wyruszył w zachodnie rejony Stanów Zjednoczonych. Pierwszym jego przystankiem było Dallas w Teksasie. Aby zarobić na utrzymanie, zaczął uprawiać hazard. Po sprzeczce, w której zabił człowieka, uciekł do Jacksboro. Podróżował po Ameryce, pełniąc rolę bankiera w grze w faraona.
Podczas podróży po południowym zachodzie zaprzyjaźnił się z Wyattem Earpem. Dzięki tej przyjaźni trafił latem 1880 do Tombstone w Arizonie i był czynnym uczestnikiem wydarzeń z lat 1880-1882 (m.in. strzelaniny w O.K. Corral).
Piętnaście lat po rozpoznaniu u niego gruźlicy zmarł we własnym łóżku, po nawróceniu się na katolicyzm, w wieku 36 lat. Ostatnie słowa wypowiedział patrząc na swoje bose stopy: „To jest zabawne” (chyba sam nie przypuszczał, że umrze w tak prozaicznych warunkach).
Wyatt Earp w wywiadzie w 1896 powiedział o nim: „Doktor był dentystą, z którego konieczność zrobiła hazardzistę; dżentelmenem, z którego choroba zrobiła pogranicznego włóczęgę; filozofem, z którego życie zrobiło złośliwego dowcipnisia; wysokim, szczupłym blondynem, prawie martwym przez chorobę i równocześnie najzręczniejszym hazardzistą i najszybszym, śmiercionośnym człowiekiem z rewolwerem, którego kiedykolwiek poznałem”.